# Herbert Stubenrauch (Bibliothekar)

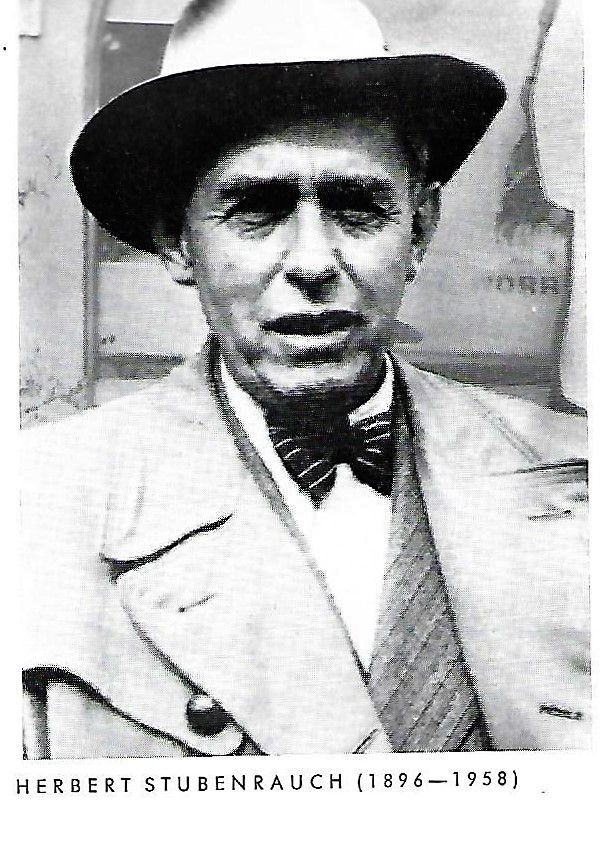
Herbert Stubenrauch

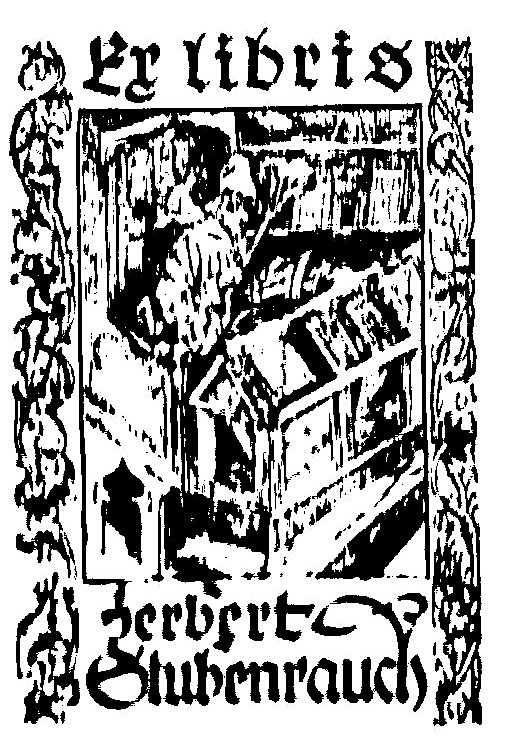
Ex libris von Dr. Herbert Stubenrauch

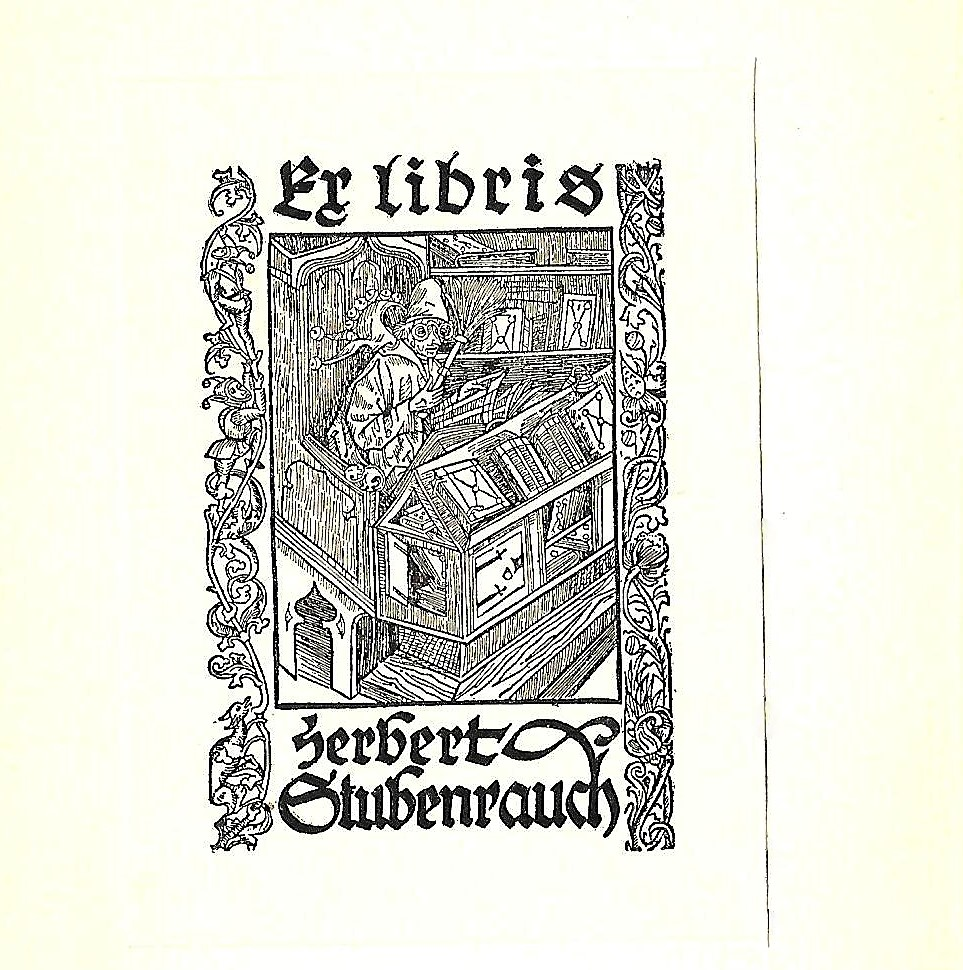
Ex libris von Dr. Herbert Stubenrauch

Herbert Hans Wilhelm Stubenrauch (* 9. Januar 1896 in Valparaíso; † 5. November 1958 in Mannheim) war ein deutscher Bibliotheksdirektor, Verleger und Literaturwissenschaftler.

## Leben
Nachdem Herbert Stubenrauch 1901 mit seinen Eltern von Chile nach Deutschland übersiedelt war, besuchte er ab Ostern 1903 das humanistische Gymnasium in Berlin-Friedenau, wo er im August 1914 das Abitur ablegte. Im September 1914 trat er als Kriegsfreiwilliger dem Feldartillerieregiment Nr. 74 in Wittenberg bei. Von dort gelangte er mit einem Ballonabwehrkanonenzug (später Flak genannt) an die Westfront, wo er bis Kriegsende als Leutnant der Reserve diente. Nach Kriegsende  studierte er 5 Semester in Berlin, sodann zwei weitere Semester an der Universität Greifswald und promovierte im Dez. 1920 mit dem Thema Studien über die Legendenkompilation der Gründung des Klosters Einsiedeln in der Heidelberger Handschrift Cpgm. 111. zum Dr. phil. in den Prüfungsfächern Germanistik, Kunstgeschichte und Archäologie.
Stubenrauch volontierte nach seinem Studium bei der wissenschaftlichen Verlagsbuchhandlung Walter de Gruyter & Co. in Berlin und übernahm 1923   als 27-Jähriger die von seinem Großvater Adolf Ludwig Albert Stubenrauch als Aktiengesellschaft  gegründete Verlagsbuchhandlung in Berlin, die fortan Herbert-Stubenrauch-Verlagsbuchhandlung hieß. Schwerpunkt des Verlagsprogramms waren die Sachgebiete Volkskunde, Ethnologie und Biologie.
Im April 1927 holte Wilhelm Fraenger, Direktor der damaligen Mannheimer Schlossbücherei, Stubenrauch als wissenschaftlichen Assistenten nach Mannheim.
Bis Oktober 1927 leitete Dr. Herbert Stubenrauch den Verlag in Berlin weiter, gab  aber unter dem Druck der doppelten Arbeitsbelastung die Verlagsleitung ab.
Wilhelm Fraenger und Herbert Stubenrauch gingen in Mannheim daran, die Bestände der Bücherei zu vermehren und andere wertvolle Bibliotheken der Schlossbücherei einzugliedern. Gleichzeitig wurde der Personalstand der Bibliothek auf das Drei- bis Vierfache aufgestockt. 1932 wurde die Schlossbücherei mit anderen Privatbibliotheken Mannheimer Bürger und der Bibliothek der 1907 gegründeten Städtischen Handelsschule (30.000 Bände) vereinigt.
1930 bildeten die beiden die sogenannte Mannheimer Bibliophilen-Gesellschaft, die etliche Jahresgaben herausbrachte. 1933 wurde Fraenger, ebenso wie zahlreiche andere Persönlichkeiten des Mannheimer kulturellen Lebens, als politisch unzuverlässig fristlos entlassen. Noch im selben Jahr wurde die „Mannheimer Bibliophilen-Gesellschaft“ aufgelöst.
Auch Stubenrauch durfte vorübergehend die Schlossbücherei nicht mehr betreten, wurde aber kurz darauf, auf Fürsprache mehrerer Angehöriger des Hauses hin, wieder in sein Amt eingesetzt und 1938 zum Direktor ernannt, obgleich er sich niemals zum Nationalsozialismus bekannt hatte.
Stubenrauch wehrte sich gegen die Zerstückelung der Mannheimer Schlossbücherei durch die Heidelberger Universitätsbibliothek. Lediglich zirka zwölftausend Bände der Mannheimer Handelshochschulbibliothek wurden der Universitätsbibliothek Heidelberg überlassen.
1937 wurde unter Stubenrauch die Bibliothek des Nationaltheaters in die Schlossbücherei eingegliedert. Dieser Bestand wäre andernfalls mit großer Sicherheit bei einem Luftangriff in der Nacht vom 5. auf den 6. November 1943 vernichtet worden, bei dem die Innenstadt Mannheims und auch das Nationaltheater in weiten Teilen in Schutt und Asche gelegt wurde. Die Bestände des Nationaltheaters Mannheim wurden somit für die Nachwelt gerettet.
Bis 1939 waren die Bestände der Schlossbücherei auf zirka 170.000 Bände angewachsen. Stubenrauch selbst wurde zur Wehrmacht eingezogen und blieb bis 1945 im Kriegsdienst, ohne dass er dadurch seine Position als Direktor der Städtischen Schloßbücherei verlor.
1946 wurde ein Teil der ausgelagerten Bestände nach Mannheim zurückgeführt und in den beiden Wachhäusern (inzwischen abgerissen) des Schlossgebäudes ein provisorischer Ausleihbetrieb eröffnet. Die Bestände der ehemaligen Stadtbibliothek und der Schlossbücherei etablierten den Grundstein für eine wissenschaftliche Bibliothek und sind bis heute im Besitz der Universitätsbibliothek Mannheimer Schloss.
Herbert Stubenrauch betreute die wertvolle Bibliothek des Mannheimer Nationaltheaters, die unter anderem Programmhefte und Soufflierhefte seit 1779 enthielt, wissenschaftlich und machte sie der weiteren Wissenschaft öffentlich zugänglich. Er war Herausgeber zahlreicher Friedrich-von-Schiller-Ausgaben und verfasste mehrere Aufsätze über Schillers Mannheimer Zeit und die Theatergeschichte Mannheims. Außerdem war Stubenrauch Mitglied der Deutschen Schillergesellschaft und Mitbegründer von deren Jahrbuch. Als am 1. April 1963 der Stuttgarter Zentralkatalog in den Leihverkehr der deutschen Bibliotheken aufgenommen wurde, stieg die Zahl der Ausleihbestellungen auf das Zwanzigfache. Die Bedeutung und der Rang für die internationale Forschung wurde so von der wissenschaftlichen Welt erkannt. Dadurch gelang es Stubenrauch, die Haushaltsposition der Bibliothek im Jahr 1963 nicht nur wesentlich auf 130.000 DM zu erhöhen, sondern auch wertvolle Unterstützung von Firmen und Einzelpersonen zu erhalten.
Den konzipierten Neubau der Bibliothek, der wegen eines Finanzengpasses nicht zustande kam, erlebte H. Stubenrauch nicht mehr. Er erlag 1958 einem Herzinfarkt.
Herbert Stubenrauch hatte mit seiner Ehefrau Charlotte Stubenrauch eine Tochter, Eva Lehr, geb. Stubenrauch, Malerin und in erster Ehe verheiratet mit dem erstgeborenen Sohn von John Rabe, dann mit dem Bildhauer Frido Lehr.

## Belege
- Herbert Mayer: Die wissenschaftliche Stadtbibliothek Mannheim und die deutschen Zentralkataloge. In: Mannheimer Hefte. Heft 1, 1964, S. 25–27.
- Carl Zuckmayer: Als wär’s ein Stück von mir. 1966, DNB 458738794, S. 286/87.
- Ludwig W. Böhm: Herbert Stubenrauch in memoriam. In: Mannheimer Hefte. Heft 3, 1959, S. 25–28.